# Blues för Mr Shelley
Boken Blues för Mr Shelley skriven av författaren Stig Claesson, 1992.

## Handling
I Blues för Mr Shelley har han samlat valda delar av den kortprosa som tidigare publicerats i framför allt Aftonbladet och Metallarbetaren, under 1983-1989. Här kan man läsa om John Sten på Bali, här återfinns en rapport från en badstrand, en tanke från Rom, en bild från Helsingfors, stämningar från Jugoslavien och England
Ett hundratal illustrationer ingår.